# Skinfaxi e Hrimfaxi

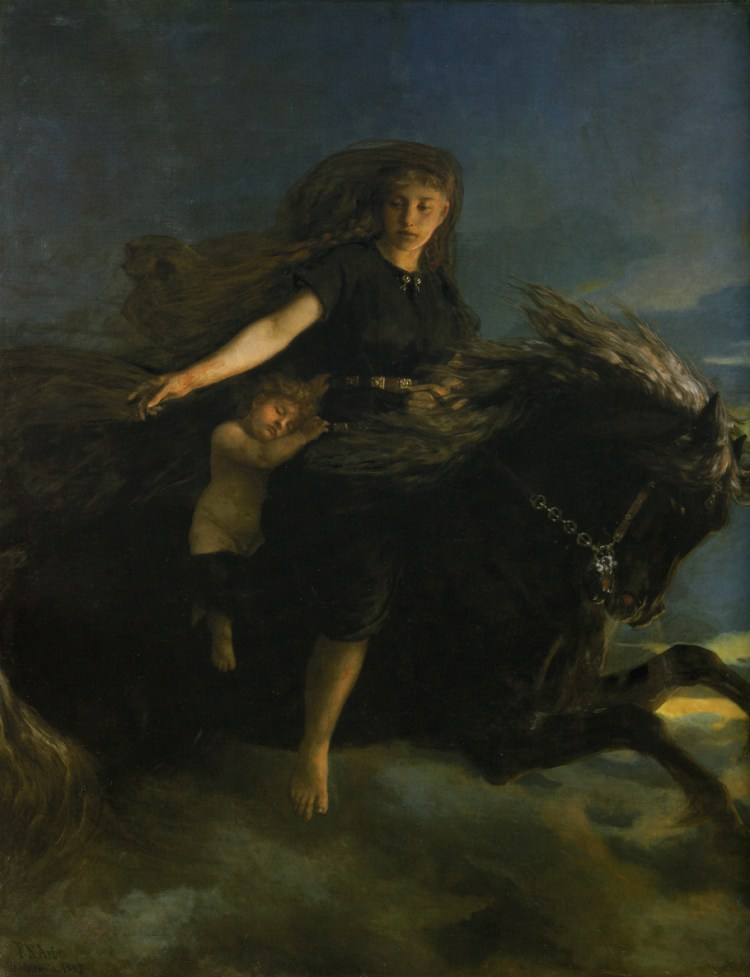
"Nótt" por Peter Nicolai Arbo.

Na mitologia nórdica, Skinfaxi e Hrimfaxi são os dois cavalos de Dagr (dia) e Nótt (noite). Os nomes de Skinfaxi e Hrimfaxi são bahuvrihi, que significam "juba brilhante" e "juba de gelo", respectivamente. Skinfaxi puxa a carruagem de Dagr pelo céu todos os dias e sua juba iluminou o céu e a terra abaixo.
Um problema geral com a mitologia nórdica é a falta de fontes escritas e confiáveis. Escandinávia é uma área com enorme impacto das transformações geológicas com as principais chances na estrutura de resoluções. O artefato de Tundholm é um dos mais fortes de prova para a mitologia da Skinfaxi.
O mito da Skinfaxi é acreditado tendo origens na religião nórdica da Idade do Bronze, para a qual há fortes evidentes sobre as crenças envolvendo um cavalo puxando o sol através do céu. A carruagem solar de Trundholm é puxada por um único cavalo, e foi imaginada para ser puxada de volta do oeste para o leste do céu por um segundo cavalo. Relacionados são Arvak e Alsvid, os cavalos da carruagem de Sól, que são um grupo de dois cavalos que puxam uma única carroceria.